# Michio Ashikaga
Michio Ashikaga (足利 道夫 Ashikaga Michio?,  nacido el 2 de mayo de 1950 en Akita) es un exfutbolista japonés que se desempeñaba como centrocampista.
Ashikaga jugó 7 veces para la Selección de fútbol de Japón entre 1971 y 1975.

## Trayectoria

### Clubes
| Club              | País  | Año         |
| ----------------- | ----- | ----------- |
| Mitsubishi Motors | Japón | 1969 - 1978 |

### Selección nacional
| Selección | País  | Año         |
| --------- | ----- | ----------- |
| Absoluta  | Japón | 1971 - 1975 |

## Estadística de equipo nacional
| Selección de Japón | Selección de Japón | Selección de Japón |
| Año                | Part.              | Goles              |
| ------------------ | ------------------ | ------------------ |
| 1971               | 1                  | 0                  |
| 1972               | 3                  | 0                  |
| 1973               | 2                  | 0                  |
| 1974               | 0                  | 0                  |
| 1975               | 1                  | 0                  |
| Total              | 7                  | 0                  |

## Palmarés

### Títulos nacionales
| Título                   | Club              | País  | Año  |
| ------------------------ | ----------------- | ----- | ---- |
| Japan Soccer League      | Mitsubishi Motors | Japón | 1969 |
| Copa del Emperador       | Mitsubishi Motors | Japón | 1971 |
| Japan Soccer League      | Mitsubishi Motors | Japón | 1973 |
| Copa del Emperador       | Mitsubishi Motors | Japón | 1973 |
| Copa Japan Soccer League | Mitsubishi Motors | Japón | 1978 |
| Japan Soccer League      | Mitsubishi Motors | Japón | 1978 |
| Copa del Emperador       | Mitsubishi Motors | Japón | 1978 |